# Останній рейс «Альбатроса»
 «Останній рейс „Альбатроса“» (рос. «После́дний рейс «Альбатро́са») — російський радянський художній фільм 1971 року режисера Леоніда Пчолкіна за мотивами повісті Е. Федоровського «Штурмфогель без свастики».

## Сюжет
Кіноповість про радянського розвідника, льотчика легіону «Кондор», пов'язаного з випробуванням реактивного літака Віллі Мессершмітта — «Ме-262» (у фільмі — «Альбатрос») і зриву перспективного проекту під час німецько-радянської війни.

## У ролях
- Вітаутас Томкус
- Юріс Камінскіс
- Бронюс Бабкаускас
- Юріс Плявіньш
- Антс Ескола
- Вайва Майнеліте
- Антанас Габренас
- Тину Аав
- Ольгертс Шалконіс
- Аудріс Хадаравичюс
- Олев Ескола - Вагнер
- Юріс Леяскалнс
- Імантс Адерманіс
- Стяпонас Космаускас
- Гіртс Яковлевс
- Карліс Себріс
- Ингрида Андріна
- Іван Соловйов
- Хайнц Браун
- Г. Гейден
- Рудольфас Янсонас
- М. Запорожець
- Волдемарс Зенбергс

## Творча група
- Сценарій: Юрій Маслов, Євген Федоровський
- Режисер: Леонід Пчолкін
- Оператор: Юрій Схиртладзе
- Композитор: Альфред Шнітке